# تخطيط النطق الكهرومغناطيسي
تخطيط النطق الكهرومغناطيسي (EMA) هو وسيلة لقياس موضع أجزاء من الفم. يستخدم تخطيط النطق الكهرومغناطيسي ملفات استشعار توضع على اللسان وأجزاء أخرى من الفم لقياس موضعها وحركتها مع مرور الوقت أثناء الكلام والبلع. تنتج الملفات الحثية حول الرأس مجالًا كهرومغناطيسيًا يخلق أو يحفز تيارًا في أجهزة الاستشعار الموجودة في الفم. نظرًا لأن التيار المستحث يتناسب عكسيًا مع مكعب المسافة، فإن الكمبيوتر قادر على تحليل التيار الناتج وتحديد موقع ملف المستشعر في الفضاء.
يستخدم تخطيط النطق الكهرومغناطيسي في اللغويات وعلم أمراض النطق لدراسة النطق وفي الطب لدراسة عسر البلع الفموي البلعومي. وقد استخدمت طرق أخرى لدراسة التعبير واستيعاب المفاضلات في نوع وكمية البيانات المتاحة. يسمح تخطيط دراسة الحنك بدراسة النطق الذي يتصل بالحنك مثل بعض الحروف الساكنة اللغوية، ولكن على عكس تخطيط النطق الكهرومغناطيسي، لا يمكن لعلم الحنك تقديم بيانات عن الأصوات التي لا تتصل مثل حروف العلة. يسمح التنظير الفلوري والأشعة السينية الدقيقة بالتحقيق في حركات عدم الاتصال بالفم مثل تخطيط النطق الكهرومغناطيسي، ولكن يعرض الأشخاص للإشعاع المؤين الذي يحد من كمية البيانات التي يمكن جمعها من مشارك معين.

## مبادئ العملية
لقد كانت القدرة على ملاحظة حركات النطق ذات أهمية كبيرة لدراسة الصوتيات من أجل فهم طريقة إنتاج الأصوات.
يستخدم تخطيط النطق الكهرومغناطيسي مبدأ الحث الكهرومغناطيسي لقياس موضع وحركة النقاط المختلفة داخل الفم وحوله. تخلق الخوذة التي تحتوي على أجهزة إرسال كهرومغناطيسية مجالًا مغناطيسيًا متغيرًا عن طريق تشغيل التيارات عبر أجهزة الإرسال بترددات مختلفة. تُنتج ملفات الاستشعار الموضوعة بشكل سهمي وسطي في الفم تيارًا أثناء تحركها عبر المجال المغناطيسي بما يتناسب عكسيًا مع مكعب المسافة من أجهزة الإرسال. يتناوب التيار المستحث بنفس تردد ملف المرسل ويمكن فصل الإشارة المركبة لتحديد المسافة من كل ملف على حدة، وبالتالي تحديد موضع المستشعر في الفضاء.
في تخطيط النطق ثنائي الأبعاد، يتم وضع ملفات جهاز الإرسال في مثلث متساوي الأضلاع على طول المستوى السهمي الأوسط عند الجبهة والذقن والرقبة. بسبب التوجه الهندسي لملفات جهاز الإرسال، يمكن أخذ قراءات دقيقة طالما أن ملفات الاستشعار الموضوعة على اللسان تبقى ضمن حوالي سنتيمتر واحد من المستوى السهمي المتوسط ولا تكون بزاوية أكثر من 30 درجة.
تستخدم مخططات النطق القادرة على القياس بثلاثة أبعاد ستة ملفات إرسال منظمة في تكوين كروي. ترتب أجهزة الإرسال بحيث لا يكون محور ملف الاستشعار متعامدًا أبدًا مع أكثر من ثلاثة أجهزة إرسال. من خلال تكوين جهاز الإرسال والقدرة على القياس بأبعاد متعددة، يستطيع مخططو النطق ثلاثي الأبعاد إجراء قياسات خارج المستوى السهمي المتوسط. تتطلب الرسوم المفصلية ثنائية الأبعاد أدوات تثبيت مقيدة للرأس لضمان عدم تحرك رأس الشخص خارج مستوى القياس. نظرًا لأن المخططات المفصلية ثلاثية الأبعاد قادرة على القياس خارج المستوى السهمي المتوسط، فمن الممكن استخدام حامل رأس أقل تقييدًا.